# 雙園區
雙園區為臺灣臺北市舊行政區之一，區名源自區內地名東園町、西園町，位於臺北市西南端。區內皆為平原地形，新店溪沿岸地勢低窪，後修築雙園堤防治理。1990年裁撤併入新設之萬華區、中正區。

## 歷史
- 荷蘭統治時期、清領初期皆記為巴賽族「雷里社」活動區域[2]。
- 1740年：乾隆5年屬淡水海防廳淡水保大加蠟庄。嘉慶年間改隸淡水廳大加蠟堡。同治年間屬擺接堡加蠟庄、大加蠟堡艋舺下崁庄、番社雷里社[2]。
- 1879年：屬臺北府淡水縣擺接堡加蚋仔庄、大加蠟堡下崁庄。[2]。
- 1895年：日治初期原臺北府改設臺北縣，1901年臺北縣裁撤，改隸臺北廳[2]。
- 1909年：屬臺北廳直轄古亭村區之擺接堡加蚋仔庄、大加蚋堡下崁庄[2]。
- 1920年：臺北州及臺北市設立，庄改制為大字。1922年町名改正，東園町、西園町、堀江町、綠町、柳町在戰後雙園區轄內。
- 1933年：昭和橋（現光復橋）竣工。
- 1946年：戰後合併東園町、西園町、堀江町、綠町、柳町為雙園區。
- 1967年：雙園堤防竣工。
- 1972年：萬大計畫和巷清計畫。
- 1976年：華中橋通車。
- 1990年：臺北市行政區重劃，雙園區大部分與龍山區、小部份古亭區合併成萬華區，中華路東側之廈安里則劃入中正區。

## 地名考究
- 加蚋仔：由Ketagalan（凱達格蘭）之略稱gara而來，意思為「沼澤」。
漢人開發最早可追溯到約1700年楊姓同安人入墾。本區多沙質土，土壤鬆浮，多生產甘蔗、花卉、蔬菜、薯瓜等供應艋舺、大龍峒、古亭等都市聚落，其中楊埤開設之糖廍，對發展有重大貢獻。原居於此的平埔族雷里社南遷至新店溪對岸，與秀朗社合併形成雷朗社[2]:113。1922年（大正11年）町名改正，因加蚋仔有許多田園，故以現今東園街作為界線，西側為西園町，東側為東園町、馬場町，戰後將東、西園合為「雙園」取為區名。
- 下崁：「崁」字意思為高地之意，當時和平西路沿線地勢較高，故沿線庄落都以「崁」為名。
雙園區在赤池水道（今西藏路）以北為下崁，有交通樞紐萬華車站，後來的捷運龍山寺站亦在該處。

## 產業
- 農業：
  - 香花：早期以種植茉莉、黃梔花為主，可作為茶葉的香料。
  - 麻竹、蔬菜：1930年代，加蚋仔的土質改變，加上戰後花產滯銷，居民改種麻竹及蔬菜，「加蚋仔筍」而名聲遠播，因「竹」的台語和「德」相同，使得加蚋仔的鄰里大部分都有「德」字。
  - 甘蔗：清治時期大理街一帶為大片甘蔗田，楊埤在此設置糖廍；到了1909年，木下新三郎在此興建名為「臺北製糖株式會社」新式製糖工場，1915年併為「臺北工場」，因太平洋戰爭爆發，人力缺乏，工場才停工。
  - 豆芽：始於1920年代，盛於1970年代，因加蚋仔地下水質佳，發展出豆芽菜農業。
- 工業：雙園堤防完工後，農耕地被規劃成工業用地，許多工廠進駐，盛行的工業為印刷工業、化學工廠及金屬工廠。
- 商業：
  - 鐘錶批發業：1993年從龍山商場（現地為捷運龍山寺站1號出口和艋舺公園）遷到大理街現址。
  - 市場批發業：目前雙園以市場批發產業較為發達，如環南市場、家禽市場、水產市場及果菜市場。
  - 服飾批發業：1980年代，服飾批發業在大理街與西園路頗具規模，現稱艋舺服飾商圈。

## 地理位置
東北接龍山區，東面為古亭區，西、南瀕新店溪。北部為下崁，中部以南為加蚋子，原有赤池水道（今西藏路）分隔兩地。

## 分區發展
- 下崁：約在今柳鄉里、華江里、綠堤里、糖廍里、和平里、雙園里、頂碩里、富福里、中正區廈安里之範圍。
- 加蚋子：約在今和德里、錦德里、孝德里、銘德里、日善里、全德里、忠德里、保德里、榮德里、華中里、興德里、壽德里之範圍。
  - 現今新安里、新忠里、新和里、忠貞里、日祥里、騰雲里及凌霄里一帶亦屬加蚋仔，但戰後隨馬場町劃入古亭區，1990年行政區域重劃，又將這些里別與雙園區一同併入萬華區。

## 行政區劃
| 楊柳里 保鄉里 治鄉里 綠柳里 愛鄉里 寺前里 華江里 綠堤里 糖廍里 和平里 廈碩里 厚裕里 頂碩里 廈安里 廈昌里 民生里 光原里 西園里 福德里 立 德 里 和德里 錦德里 平德里 忠德里 孝德里 祿德里 美德里 義德里 全德里 壽德里 銘德里 保德里 安德里 信德里 榮德里 惠德里 興德里 |

| 臺北州臺北市 | 臺北州臺北市 | 雙園區      | 雙園區     | 雙園區 | 雙園區      | 雙園區     | 萬華區                  |
| 下崁         | 1922年 4月   | 1947年 12月 | 1968年 7月 | 1972年 | 1974年 12月 | 1981年 4月 | 現行                    |
| ------------ | ------------ | ----------- | ---------- | ------ | ----------- | ---------- | ----------------------- |
| 龍匣口       | 龍口町       | 廈安里      | 廈安里     | 廈安里 | 廈安里      | 廈安里     | 中正區 廈安里           |
| 崁頂         | 堀江町       | 廈安里      | 廈安里     | 廈安里 | 廈安里      | 廈安里     | 中正區 廈安里           |
| 顏厝         | 堀江町       | 勝利里      | 勝利里     | 勝利里 | 勝利里      | 廈安里     | 中正區 廈安里           |
| 港仔尾       | 堀江町       | 廈慶里      | 廈慶里     | 廈慶里 | 廈慶里      | 廈安里     | 中正區 廈安里           |
| 港仔尾       | 堀江町       | 廈慶里      | 廈昌里     | 廈昌里 | 廈昌里      | 廈昌里     | 頂碩里                  |
| 林厝         | 堀江町       | 信義里      | 信義里     | 信義里 | 信義里      | 廈昌里     | 頂碩里                  |
| 頂石路       | 堀江町       | 頂碩里      | 頂碩里     | 頂碩里 | 頂碩里      | 頂碩里     | 頂碩里                  |
| 頂石路       | 堀江町       | 敦正里      | 敦正里     | 敦正里 | 敦正里      | 頂碩里     | 頂碩里                  |
| 洪厝         | 堀江町       | 福益里      | 福益里     | 福益里 | 福益里      | 頂碩里     | 頂碩里                  |
| 加冬腳       | 堀江町       | 新成里      | 新成里     | 新成里 | 新成里      | 頂碩里     | 頂碩里                  |
| 加冬腳       | 堀江町       | 大明里      | 大明里     | 大明里 | 大明里      | 厚裕里     | 頂碩里                  |
| 無           | 堀江町       | 精華里      | 精華里     | 精華里 | 精華里      | 厚裕里     | 頂碩里                  |
| 無           | 堀江町       | 厚裕里      | 厚裕里     | 厚裕里 | 厚裕里      | 厚裕里     | 頂碩里                  |
| 豚屠邊       | 堀江町       | 重碩里      | 重碩里     | 重碩里 | 重碩里      | 厚裕里     | 頂碩里                  |
| 輕便車頭     | 新富町       | 廈碩里      | 廈碩里     | 廈碩里 | 廈碩里      | 廈碩里     | 雙園里                  |
| 輕便車頭     | 堀江町       | 廈碩里      | 廈碩里     | 廈碩里 | 廈碩里      | 廈碩里     | 雙園里                  |
| 林厝         | 博愛里       | 博愛里      | 博愛里     | 博愛里 |             | 廈碩里     | 雙園里                  |
| 林厝         | 博愛里       | 民生里      | 民生里     | 民生里 | 民生里      |            | 雙園里                  |
| 黃厝         | 信安里       | 信安里      | 信安里     | 信安里 | 和平里      | 和平里     |                         |
| 陳厝         | 和平里       | 和平里      | 和平里     | 和平里 | 和平里      | 和平里     |                         |
| 陳厝         | 和平里       | 光原里      | 光原里     | 光原里 | 光原里      | 和平里     |                         |
| 陳厝         | 和平里       | 西園里      | 西園里     | 西園里 | 西園里      | 和平里     |                         |
| 無           | 新富町       | 寺前里      | 寺前里     | 寺前里 | 寺前里      | 寺前里     | 青山里* 富民里* 富福里* |
| 中石路       | 綠町         | 石南里      | 石南里     | 石南里 | 石南里      | 寺前里     | 青山里* 富民里* 富福里* |
| 會社尾       | 綠町         | 糖廍里      | 糖廍里     | 糖廍里 | 糖廍里      | 糖廍里     | 糖廍里                  |
| 滿花園       | 綠町         | 滿花里      | 滿花里     | 滿花里 | 滿花里      | 糖廍里     | 糖廍里                  |
| 石北厝       | 綠町         | 蓮池里      | 蓮池里     | 蓮池里 | 蓮池里      | 愛鄉里     | 糖廍里                  |
| 中石路       | 綠町         | 石中里      | 石中里     | 石中里 | 石中里      | 愛鄉里     | 糖廍里                  |
| 頭北厝       | 綠町         | 石北里      | 石北里     | 石北里 | 石北里      | 愛鄉里     | 糖廍里                  |
| 施厝         | 綠町         | 愛鄉里      | 愛鄉里     | 愛鄉里 | 愛鄉里      | 愛鄉里     | 糖廍里                  |
| 會社尾       | 柳町         | 愛鄉里      | 治鄉里     | 治鄉里 | 治鄉里      | 治鄉里     | 柳鄉里                  |
| 會社尾       | 柳町         | 愛鄉里      | 保鄉里     | 保鄉里 | 保鄉里      | 保鄉里     | 柳鄉里                  |
| 會社尾       | 柳町         | 楊柳里      | 楊柳里     | 楊柳里 | 楊柳里      | 楊柳里     | 柳鄉里                  |
| 會社尾       | 柳町         | 楊柳里      | 楊柳里     | 楊柳里 | 新柳里      | 楊柳里     | 柳鄉里                  |
| 會社尾       | 柳町         | 綠柳里      | 綠堤里     | 綠堤里 | 綠堤里      | 綠堤里     | 綠堤里                  |
| 會社尾       | 柳町         | 綠柳里      | 綠堤里     | 華江里 | 華江里      | 華江里     | 華江里                  |
| 會社尾       | 柳町         | 綠柳里      | 綠柳里     | 綠柳里 | 綠柳里      | 綠柳里     | 華江里                  |
| 加蚋子       | 1922年 4月   | 1947年 12月 | 1968年 7月 | 1972年 | 1974年 12月 | 1981年 4月 | 現行                    |
| 港仔尾       | 西園町       | 福德里      | 福德里     | 福德里 | 福德里      | 福德里     | 和德里                  |
| 港仔尾       | 西園町       | 福德里      | 福德里     | 和德里 | 和德里      | 和德里     | 和德里                  |
| 港仔尾       | 西園町       | 福德里      | 福德里     | 錦德里 | 立德里      | 立德里     | 和德里                  |
| 港仔尾       | 西園町       | 福德里      | 福德里     | 錦德里 | 錦德里      | 錦德里     | 錦德里                  |
| 港仔尾       | 西園町       | 福德里      | 福德里     | 平德里 | 平德里      | 平德里     | 錦德里                  |
| 後庄仔       | 西園町       | 祿德里      | 忠德里     | 忠德里 | 忠德里      | 忠德里     | 忠德里                  |
| 後庄仔       | 西園町       | 祿德里      | 祿德里     | 祿德里 | 祿德里      | 祿德里     | 忠德里                  |
| 堀仔頭       | 西園町       | 保德里      | 孝德里     | 孝德里 | 孝德里      | 孝德里     | 孝德里                  |
| 堀仔頭       | 西園町       | 保德里      | 保德里     | 保德里 | 保德里      | 保德里     | 保德里                  |
| 堀仔頭       | 西園町       | 保德里      | 保德里     | 銘德里 | 銘德里      | 銘德里     | 銘德里                  |
| 堀仔頭       | 西園町       | 保德里      | 保德里     | 信德里 | 信德里      | 信德里     | 榮德里*                 |
| 下庄仔       | 西園町       | 惠德里      | 惠德里     | 惠德里 | 惠德里      | 惠德里     | 華中里                  |
| 下庄仔       | 西園町       | 惠德里      | 惠德里     | 安德里 | 安德里      | 安德里     | 華中里                  |
| 客仔厝       | 西園町       | 興德里      | 榮德里     | 榮德里 | 榮德里      | 榮德里     | 華中里                  |
| 客仔厝       | 西園町       | 興德里      | 榮德里     | 榮德里 | 光德里      | 榮德里     | 榮德里*                 |
| 客仔厝       | 東園町       | 興德里      | 興德里     | 興德里 | 興德里      | 興德里     | 興德里                  |
| 八張犁       | 東園町       | 壽德里      | 壽德里     | 壽德里 | 壽德里      | 壽德里     | 壽德里                  |
| 八張犁       | 東園町       | 全德里      | 全德里     | 全德里 | 全德里      | 全德里     | 全德里                  |
| 八張犁       | 東園町       | 全德里      | 愛德里     | 愛德里 | 愛德里      | 全德里     | 全德里                  |
| 後厝仔       | 東園町       | 美德里      | 美德里     | 美德里 | 美德里      | 美德里     | 日善里                  |
| 後厝仔       | 東園町       | 美德里      | 義德里     | 義德里 | 義德里      | 義德里     | 日善里                  |
| 總計         | 5町          | 34里        | 46里       | 53里   | 56里        | 37里       | 20里                    |

註：里名後方標示「*」者，表示僅為該里之一部分。其中寺前里併入之青山、富民、富福3里為原龍山區既有里別。

## 學校
- 華江女子國民中學（現華江高中）
- 大理女子國民中學（現大理高中）
- 雙園國中
- 萬華國中
- 東園國小
- 西園國小
- 大理國小
- 雙園國小
- 萬大國小
- 華江國小
- 私立光仁小學

## 交通
- 萬華車站
- 華江橋
- 光復橋
- 華中橋

## 外部連結
- 臺北市文獻委員會館藏民國49年臺北市區圖(雙園區) （页面存档备份，存于）